# Орля Перць
Орля Перчь (пол. Orla Perć, также допускается транскрипция «Орля Перць» рус. «Орлиная тропа») — пешеходный горный маршрут в Татрах в южной Польше. Считается самой трудной и опасной тропой во всех Татрах и поэтому является подходящей только для опытных туристов. Тропа маркирована красным знаком. Со времени её создания на тропе погибло более 120 человек.

## Технические данные
Тропа находится в центре Высоких Татр. Общая длина доступной тропы — 4,5 км. Полное время перехода (летом, в зависимости от условий на трассе) изменяется от 6 до 8 часов. Наивысшая точка — Козий Верх с 2291 м над уровнем моря. Тропа начинается на перевале Заврат (2159 м) и заканчивается на перевале Кжыжне (2112 м); ведёт через несколько вершин и траверсирует другие. Маршрут очень опасный и проходит в основном вдоль горного хребта. Многочисленные вспомогательные средства доступны для туристов на самых крутых и вертикальных частях, включая лестницы, стремянки, цепи и металлические лестницы Наиболее частым грунтом явлаются в основном гранитные плиты, щебень и неровная поверхность. Маршрут связан с другими маршрутами; есть восемь перекрёстков, ведущих к горным приютам. Часть от перевала Заврат до Козьего Верха является односторонней. Падение камня и лавины возможны вдоль тропы.

## История
Тропу задумал в 1901 году Францишек Новицкий, польский поэт и горный гид. Она была построена и маркированна священником Валенты Гадовском между 1903 и 1906 годами. Однако перекрёстки и другие вспомагательные тропы были поведёны и маркированы до 1911 года. После нескольких смертельных случаев, в 2006 году горный гид Ирена Рубиновская и Пётр Микуцкий, режиссёр, обратились к органам татранского национального парка с просьбой демонтировать все вспомогательные средства восхождения вдоль маршрута и заменить на «виа феррата». Обращение встретилось с различными реакциями профессиональных групп, замешанных в туристическом бизнесе. Было решено, что это историческая тропа и что она останется без изменений. Потому что многочисленные несчастные случаи происходили тогда, когда туристы проходили в обоих направлениях, управление Татранского национального парка с июля 2007 ввело одностороннее движение на части от перевала Заврат до Козьего Верха.